# Bailleval
Bailleval é uma comuna francesa na região administrativa de Altos da França, no departamento de Oise. Estende-se por uma área de 8,01 km². Em 2010 a comuna tinha 1 513 habitantes (densidade: 188,9 hab./km²).